# Pseudomorpha vandykei
Pseudomorpha vandykei är en skalbaggsart som beskrevs av Notman. Pseudomorpha vandykei ingår i släktet Pseudomorpha och familjen jordlöpare. Inga underarter finns listade i Catalogue of Life.

## Bildgalleri

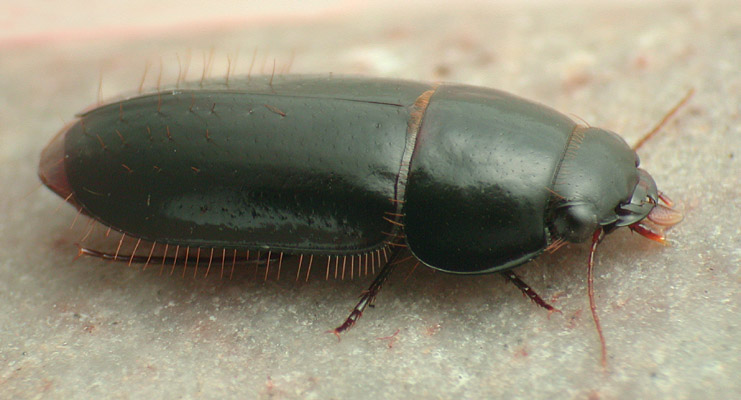